# Meranoplus
Meranoplus é um gênero de insetos, pertencente a família Formicidae.